# Hohenzollern-Sigmaringen
Hohenzollern-Sigmaringen este o ramură a dinastiei de Hohenzollern, care au condus Prusia și ulterior Germania până în 1918.

## Istoric

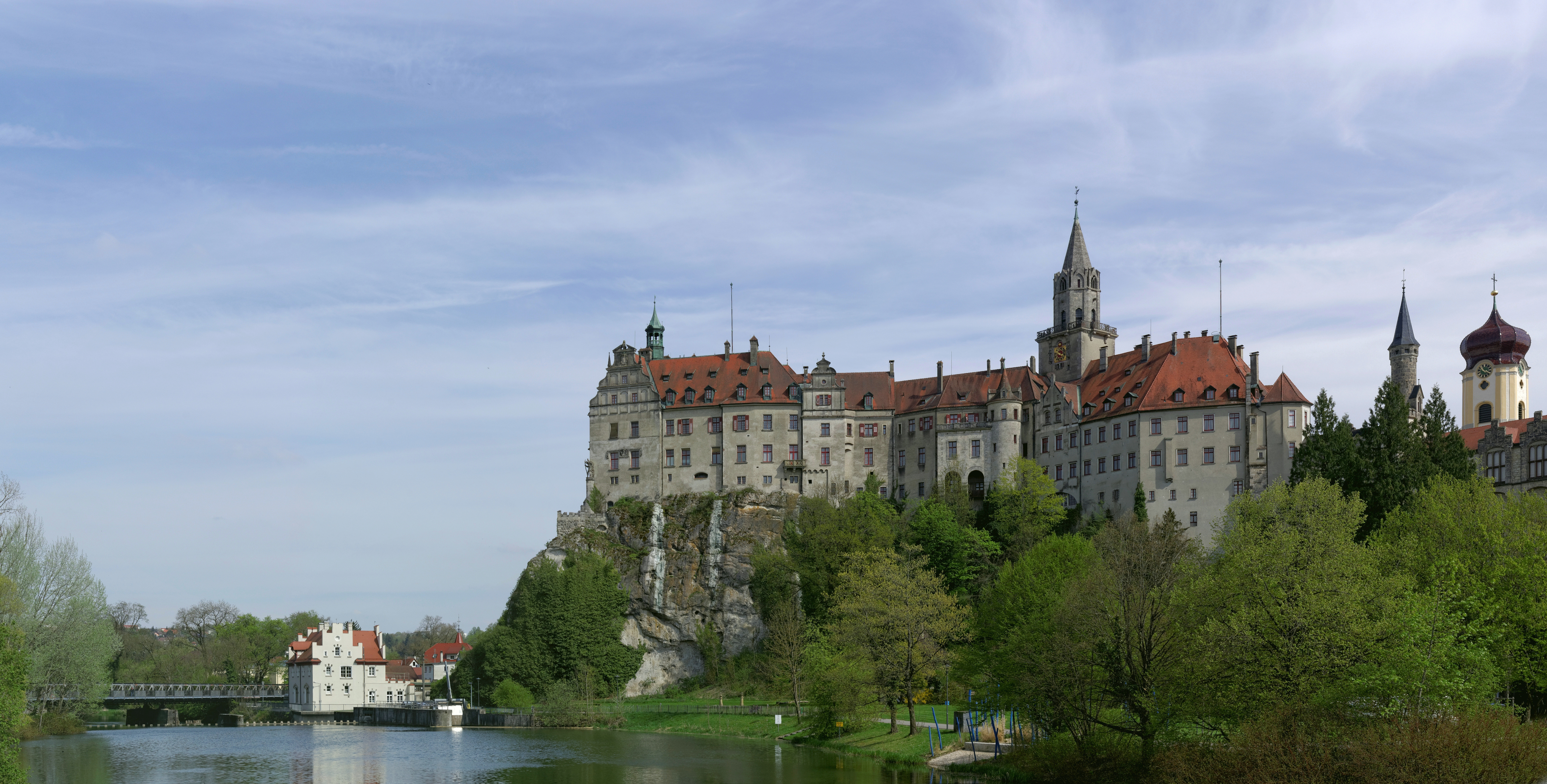
Castelul Sigmaringen

Comitatul Hohenzollern-Sigmaringen a fost format în 1576, în urma partajării Comitatului Hohenzollern, un fief al Sfântului Imperiu Roman. La moartea ultimului conte de Hohenzollern, Carol I (1512-1579), teritoriul a fost divizat între fii acestuia:
- Eitel Frederic al IV-lea de Hohenzollern-Hechingen (1545–1605)
- Carol al II-lea de Hohenzollern-Sigmaringen (1547–1606)
- Christof de Hohenzollern-Haigerloch (1552–1592)

Principii de Hohenzollern-Sigmaringen au condus un mic principat din sud-vestul Germaniei. Spre deosebire de ramura Hohenzollern de Brandenburg, familia de Hohenzollern-Sigmaringen și verii lor de Hohenzollern-Hechingen, o altă ramură dinastică, au rămas catolici.
Principatul a devenit un stat independent în 1815 după terminarea Războaielor Napoleoniene. În 1849, Hohenzollern-Sigmaringen și Hohenzollern-Hechingen au fost anexate Prusiei. Anexarea statului lor nu a însemnat însă și pierderea importanței pe care a avut-o Casa de Hohenzollern-Sigmaringen.  Ultimul prinț, Karl Anton, a fost prim-ministru prusac în perioada 1858-1861. Cel de-al doilea fiu al său, Karl Eitel Friedrich de Hohenzollern-Sigmaringen a devenit Domnitor al Principatelor Române (1866–1881) și apoi rege (1881–1914) de România, sub numele de Carol I de România, iar casa dinastică înființată de el a rămas pe tron până la sfârșitul monarhiei române în 1947. Opoziția franceză la candidatura fratelui mai mare a lui Carol, Prințul Leopold pentru tronul Spaniei a declanșat Războiul Franco-Prusac (1870–1871), care a dus la formarea (ianuarie 1871) a Imperiului German.

## Jurisdicții și titluri nobiliare

### Sudul Germaniei

#### Conți de Hohenzollern-Sigmaringen, 1576–1623
- Karl al II-lea 1576–1606
- Johann 1606–1623

#### Prinți de Hohenzollern-Sigmaringen, 1623–1849
- Johann 1623–1638
- Meinrad I 1638–1681
- Maximilian 1681–1689
- Meinrad al II-lea 1689–1715
- Joseph Franz Ernst 1715–1769
- Karl Friedrich 1769–1785
- Anton Aloys 1785–1831
- Karl 1831–1848
- Karl Anton 1848–1849

#### Prinți de Hohenzollern-Sigmaringen și Hohenzollern după anexarea regiunii Hohenzollern-Sigmaringen
- Karl Anton 1849–1885 (a devenit Prinț de Hohenzollern la moartea ultimului prinț de Hohenzollern-Hechingen, în 1869)
- Prințul Leopold de Hohenzollern-Sigmaringen 1885–1905
- Prințul Wilhelm de Hohenzollern-Sigmaringen 1905–1927
- Prințul Friedrich de Hohenzollern-Sigmaringen 1927–1965
- Prințul Friedrich Wilhelm de Hohenzollern-Sigmaringen 1965–2010
- Karl Friedrich, Prinț de Hohenzollern (2010–prezent)

### România

#### Domnitori Hohenzollern-Sigmaringen ai Principatelor Unite Române, 1866-1881
- Carol I, 1866–1881

#### Regii României, 1881-1947 (Prinți până în 1881)
- Carol I, 1881–1914
- Ferdinand I, 1914–1927
- Mihai I, 1927–1930 (regență), 1940–1947
- Carol al II-lea, 1930–1940

#### Conducători ai Casei de Hohenzollern-Sigmaringen și de Hohenzollern
- Friedrich (1927-1965)
- Friedrich Wilhelm (1965-2010)
- Karl Friedrich, Prinț de Hohenzollern (2010–prezent)